# A-493
La carretera A-493 une las localidades onubenses de La Palma del Condado y Valverde del Camino, constituyendo una de las conexiones de las comarcas de El Andévalo y El Condado. Atraviesa el núcleo de población de La Florida. A su finalización en Valverde del Camino, se convierte en la A-496, con destino a Cabezas Rubias.

## Datos de tráfico
La A-493 comienza en una intersección con la A-49, próxima a La Palma del Condado, y finaliza en una intersección con la N-435, próxima a Valverde del Camino. La intensidad media de tráfico diario se encuentra en el intervalo 2.000 a 5.000 vehículos/día, siendo en el año 2011 de 2.171 vehículos/día, con un 5% de vehículos pesados.
La carretera A-493 posee una velocidad media comprendida entre 61 y 70 km/h.